# Epidendrum platypetalum
Epidendrum platypetalum är en orkidéart som beskrevs av Eric Hágsater. Epidendrum platypetalum ingår i släktet Epidendrum och familjen orkidéer.
Artens utbredningsområde är Colombia. Inga underarter finns listade i Catalogue of Life.